# Brod (Bosna a Hercegovina)
Brod (dříve Bosanski Brod, v srbské cyrilici Босански Брод) je město v Bosně a Hercegovině, ve kterém žije 17 963 obyvatel a nachází se v Republice srbské. Rozkládá se na břehu řeky Sávy, naproti chorvatskému městu Slavonski Brod. Během existence NDH byl také s tímto městem pod názvem Brod na Savi spojen, po skončení konfliktu se vrátil ke svému původnímu jménu. Až s válkou v Bosně a Hercegovině nastala změna a nakonec i odklon od původního jména. Dnes se tak město nazývá pouze Brod.